# Archie Aikman
Pour les articles homonymes, voir Aikman.
Archie Aikman (né le 23 mars 1925 à Falkirk et mort le 21 février 1998 à Glasgow) est un joueur de football professionnel écossais.

## Biographie
Il joue notamment pour les Rangers, Falkirk, St. Mirren, Stenhousemuir et enfin de Dundee United.
Il est surtout connu pour avoir terminé meilleur buteur de la Scottish Football League Division One lors de la saison 1947–48, avec 20 buts inscrits.
Il signe pour le club du nord de l'Angleterre de Manchester City en 1948, mais ne joue aucun match avec eux pour cause d'un accident de voiture survenu lors de la pré-saison.

## Palmarès
Falkirk FC
- Meilleur buteur du Championnat d'Écosse de football (1) :
  - 1948: 20 buts.